# Lara Moreno
Lara Moreno (Sevilla, 1978) es una escritora española.

## Biografía
Nació en Sevilla pero pasó su infancia y juventud en Huelva. En 2017 fue seleccionada para sustituir a Alberto Olmos como editora en Caballo de Troya. Durante el citado año ella fue la responsable de decidir las publicaciones de dicha editorial.

## Narrativa

### Cuentos
Ha publicado los libros de relatos Casi todas las tijeras (Quórum, 2004), Cuatro veces fuego (Tropo, 2008) y Ningún amor está vivo en el recuerdo (Lumen, 2025). Sus cuentos han sido seleccionados en varias antologías, entre las que destacan Siglo XXI. Los nuevos nombres del cuento español actual (Menoscuarto, 2010), Antología del microrrelato español. El cuarto género narrativo (Cátedra, 2012) y Hombres (y algunas mujeres) (Zenda, 2019).

### Novelas
La editorial Lumen publicó su primera novela, Por si se va la luz, una obra coral en la que "a un pueblo casi sin gente, de repente vuelve la vida para mostrar que nada se acaba de verdad mientras haya un niño haciendo preguntas al mundo". Esta obra está considerada por la crítica como un exponente destacado de la corriente neorruralista de la literatura española del siglo XXI.
Su segunda novela, Piel de lobo, se publicó en 2016, y en 2022 La ciudad.

## Poesía
Ha publicado los poemarios La herida costumbre (Puerta del Mar, 2008) y Después de la apnea (Ediciones del 4 de agosto de 2013). En 2020, la editorial Lumen ha publicado una recopilación de su obra poética bajo el título Tempestad en víspera de viernes.

## Premios y distinciones
- Premio Cosecha Eñe 2013 por el relato Toda una vida.[5]
- Nombrada Nuevo Talento Fnac de Literatura en 2013.[1]

## Obras
Ensayo
- Deshabitar (2020, Planeta de Libros)

Novela
- Por si se va la luz (2013, Lumen)
- Piel de lobo (2016, Lumen)
- La ciudad (2022, Lumen)

Libros de relatos
- Casi todas las tijeras (2004, Editorial Quórum)
- Cuatro veces fuego (2008, Tropo Editores)
- Ningún amor está vivo en el recuerdo (2025, Lumen)

Poesía
- La herida costumbre (2008, Puerta del Mar)
- Después de la apnea (2013, Ediciones del 4 de Agosto)
- Tuve una jaula (2019, La Bella Varsovia)
- Tempestad en víspera de viernes (2020, Lumen)